# Vaquer capbrú
El vaquer capbrú (Molothrus ater) és una espècie d'ocell de la família dels ictèrids (Icteridae) que habita boscos i praderies de gran part d'Amèrica del Nord, al sud d'Alaska, oest i sud del Canadà, la major part dels Estats Units i Mèxic.